# God (John Lennon)
God è un brano di John Lennon, contenuto nel suo primo album solista dal titolo John Lennon/Plastic Ono Band e pubblicato l'11 dicembre 1970 dalla Apple Records.
All'epoca della sua pubblicazione la canzone destò molto scalpore per il suo testo, giudicato estremamente controverso e offensivo nei riguardi della religione.

## Il brano
Inserita a conclusione dell'album John Lennon/Plastic Ono Band (fatta eccezione per la breve chiusura acustica di My Mummy's Dead), God venne composta a Los Angeles, nel periodo in cui  Lennon stava sottoponendosi ad una serie di sedute psicanalitiche con lo psichiatra Arthur Janov, ideatore della terapia denominata primal scream (urlo primigenio).
Una prima versione del brano, voce e chitarra acustica, venne poi registrata da Lennon nella sua casa di Nimes Road, a Bel Air, durante il suo ciclo di terapia. Una di queste registrazioni, inserita dell'album raccolta Acoustic, uscito postumo nel 2004, inizia con una sua introduzione semi-parlata nello stile tipico dei "predicatori":
Le sessioni di registrazione vere e proprie, si svolsero successivamente presso gli Abbey Road Studios di Londra tra il 26 settembre ed il 9 ottobre 1970.

### Testo
Musicalmente è un brano lento, quasi maestoso nella sua progressione melodica ripetuta e circolare, mentre il testo, scritto dallo stesso Lennon, è fondamentalmente diviso in tre sezioni. Nella prima il musicista esordisce con una propria definizione di Dio, immaginata durante una seduta terapeutica e in cui il Creatore viene descritto come un concetto attraverso il quale noi misuriamo il nostro dolore (God is a concept by which we measure our pain). La seconda parte del brano è un lungo elenco di idoli, di miti generazionali, in cui l'autore non crede più, tra cui: la Magia, la Bibbia, Adolf Hitler, Gesù, John F. Kennedy, Buddha, il mantra, lo yoga, Elvis Presley, Bob Dylan terminando con i Beatles e con un ritorno alla realtà in se stesso e in Yoko (I just believe in me, Yoko and me).
«Il sogno è finito» disse Lennon, intervistato riguardo al testo della canzone «Non sto parlando solo dei Beatles, sto parlando dell'intera generazione. È finita e dobbiamo, devo personalmente, tornare alla cosiddetta realtà». La sezione finale, invece, descrive il cambiamento, la rinascita avvenuta in Lennon dopo la fine dell'avventura con i Beatles (I was the dream weaver, But now I'm reborn / I was the Walrus, But now I'm John), la consacrazione della fine di un sogno e di un mito popolare (i Beatles, appunto) e l'esortazione conclusiva ad andare comunque avanti e a contare solo su noi stessi (And so dear friends, You just have to carry on / The dream is over). «Se c'è un Dio» affermò Lennon «Lo siamo tutti quanti».

### Collegamenti con l'assassinio di Lennon
La canzone sarebbe stata indicata, insieme a Imagine, dall'assassino di John Lennon, Mark David Chapman come ispiratrice del suo odio verso il musicista. Chapman, fanatico cristiano, non poteva tollerare l'affermazione di Lennon secondo la quale Dio è solo una fantasia che l'uomo si è creato per cercar rifugio dalle proprie paure. Chapman raccontò di aver ascoltato l'album John Lennon/Plastic Ono Band nelle settimane antecedenti l'omicidio e di aver pensato: 

## Curiosità
- La canzone è stata reinterpretata dal chitarrista dei Queen, Brian May, ed eseguita dal vivo in alcuni suoi concerti durante il Back To The Light tour del 1993. Il brano non venne però poi incluso nel disco per motivi di copyright.[7]
- Nel 2007, Jack's Mannequin e Mick Fleetwood, hanno riproposto una cover di God, in occasione della pubblicazione dell'album Instant Karma: The Amnesty International Campaign to Save Darfur.
- Nel 1989, gli U2 pubblicarono il brano God Part II, contenuto nel loro sesto album Rattle and Hum. Scritto da Bono, il testo del brano è un'ipotetica continuazione del brano di Lennon.
- La canzone di David Bowie Afraid fa riferimento a God nella strofa «I believe in Beatles», facente parte di una breve lista che inizia con le parole «I believe in...» (Io credo in...).

## Formazione
- John Lennon - voce, pianoforte
- Billy Preston - pianoforte
- Klaus Voormann - basso
- Ringo Starr - batteria